# Adam Korpak
Adam Korpak, född 9 augusti 1936 i Kraków, är en polskfödd inredningsarkitekt och tecknare verksam i Finland.
Korpak utbildade sig 1956–1962 till inredningsarkitekt vid konstakademin i Kraków, Polen och studerade samtidigt vid dess konstindustriella fakultet. Han verkade 1962–1967 som formgivare och undervisade 1968–1974 i inredningsarkitektur vid konstakademin i Krakow. Han anlände till Finland 1974 på inbjudan av Studio Nurmesniemi och verkade som inredningsarkitekt vid denna 1974–1977. Han övergick till konstnärlig frilansverksamhet 1977 som illustratör och grafisk formgivare av bokomslag och affischer.
Korpak har som illustratör av böcker, tidskrifter och tidningar samarbetat med ett flertal förlag i Finland och Sverige. Han har illustrerat bland annat Christina Anderssons böcker Oms & Poms och Trädpojken och Tuonelas svan samt 1999 bland annat Kalevala för Finska litteratursällskapet och gjort omslagen till Kalevala och Kanteletar 2005. Sedan 1986 har han varit knuten till dagstidningen Helsingin Sanomat som illustratör av mera betydande insändarartiklar, söndagsbilagor och specialreportage.
Korpak har sedan 1979 deltagit i utställningar i Finland och hållit egna utställningar sedan 1991. Han mottog 2002 Satira Politica-priset i Forte dei Marmi i Italien som EU:s bästa skämttecknare.

## Utmärkelser
- Pro Finlandia-medaljen av Finlands Lejons orden,  6 december 2024[1]

[Redigera Wikidata]